# 金山职业技术学院
金山职业技术学院是位于江苏省扬中市的一所经江苏省人民政府批准、国家教育部备案、独立设置的全日制民办普通高等学校，面向全国招生，学生毕业时颁发教育部电子注册的大学专科学历文凭。
学院于2004年由台湾企业家、教育界人士投资兴建。2013年6月，学院投资者变更为扬中市绿洲新城实业有限公司。学院被江苏省教育厅、公安厅评为江苏省 “平安校园” 。。

## 历史
- 2004年7月，江苏省人民政府发布《关于建立无锡城市职业技术学院等8所高等职业学校的通知》[2]：建立民办性质的金山职业技术学院。

## 专业设置
- 机电系
- 建筑系
- 信息工程系
- 经济管理系
- 外语系